# كأس تونس للكرة الطائرة للرجال 2001–02
كأس تونس للكرة الطائرة للرجال 2001-2002 هو الموسم رقم 46 من كأس تونس للكرة الطائرة للرجال.

فاز بهذا الموسم النادي الرياضي الصفاقسي.

## روابط خارجية
- الموقع الرسمي للجامعة التونسية للكرة الطائرة.